# جيم تشيري
جيم تشيري (بالإنجليزية: Jim Cherry)‏ هو مغني أمريكي، ولد في 2 أغسطس 1971 في Simi Valley (valley) ‏ في الولايات المتحدة، وتوفي في 7 يوليو 2002.

## وصلات خارجية
- جيم تشيري على موقع ميوزك برينز (الإنجليزية)